# Enony

Obecná struktura enonu

Methylvinylketon, nejjednodšší enon

Enony jsou organické sloučeniny s alkenovou skupinou konjugovanou s ketonovou skupinou, tedy α,β-nenasycené ketony. Nejjednodušší takovou sloučeninou je methylvinylketon (butenon, H2C=CHCOCH3). Obdobné, tedy α,β-nenasycené, aldehydy se nazývají enaly, kam patří například akrolein (H2C=CHCHO).

## Výroba
Enony se obvykle vyrábějí aldolovou kondenzací nebo Knoevenagelovou kondenzací. Některé významné enony, například mesityloxid a izoforon vznikají kondenzačními reakcemi acetonu.
Při Meyerově–Schusterově přesmyku je výchozí látkou propargylalkohol. Cyklické enony lze připravit Pausonovou–Khandovou reakcí.

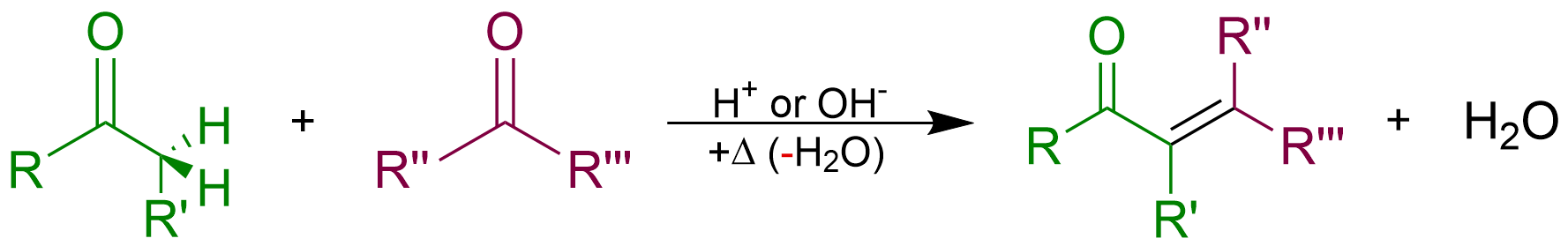
Aldolová kondenzace

## Reakce
Enony mohou procházet různými typy reakcí:
- Jelikož jsou enony elektrofilní na karbonylovém i na β-uhlíku, může v závislosti na podmínkách každé z těchto míst reagovat s nukleofilem. Adice na alkeny, například Michaelovy adice, se nazývají konjugované adice.
- Enony jsou často vhodnými dienofily pro Dielsovy–Alderovy reakce. Jsou aktivovány Lewisovými kyselinami, které se navážou na karbonylový kyslík.
- Enony se snadno redukují. Redukce může proběhnout na karbonylové i alkenové skupině i na obou zároveň.
- U enonů probíhá Nazarovova cyklizace a Rauhutova–Currierova reakce (dimerizace).
- Pokud tomu nebrání prostorové uspořádání molekul, pak mají enony tendence k polymerizaci.
- Enony jsou dobrými ligandy pro nízkovalentní komplexy kovů jako jsou Fe(bda)(CO)3 a tris(dibenzylidenaceton)dipalladium(0).

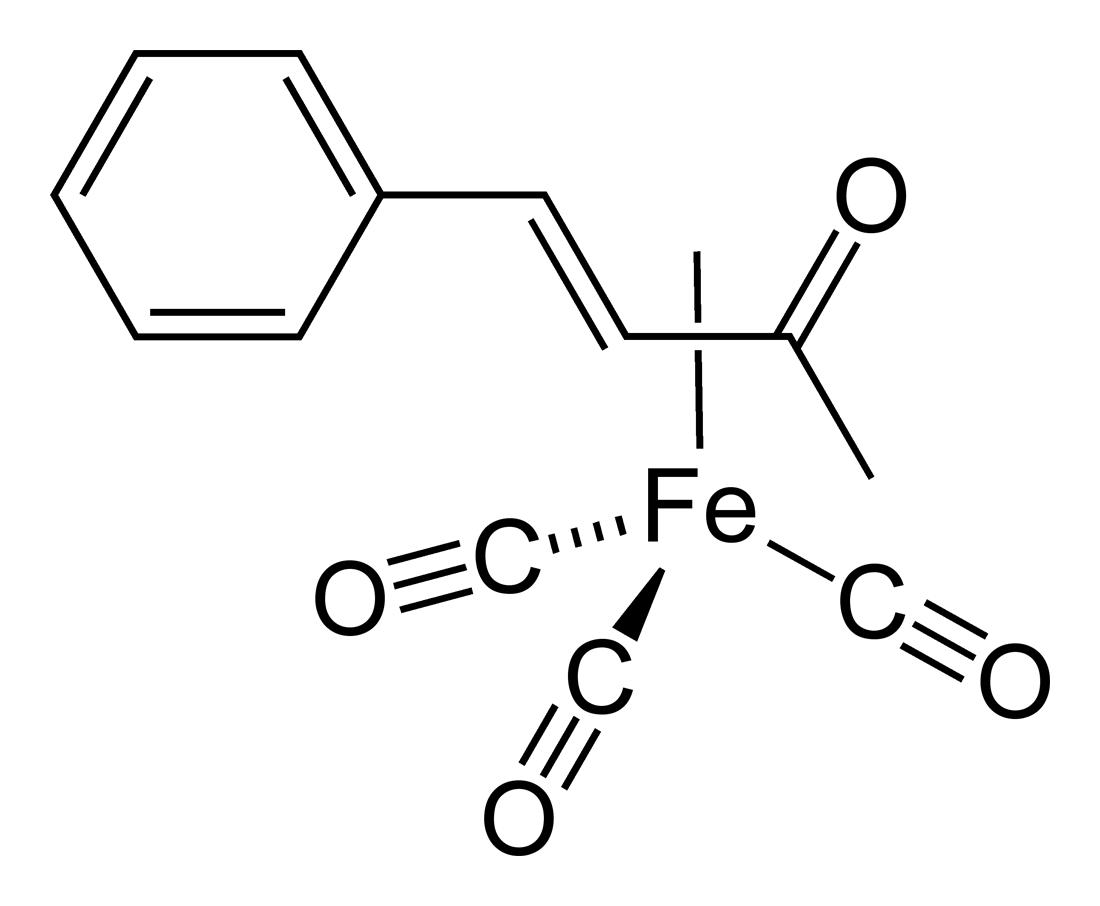
Enony tvoří nízkovalentní komplexy s kovy

## Podobné sločeniny
Enony by neměly být zaměňovány s keteny (R2C=C=O). Enaminy se podobají enonům, místo karbonylu mají aminovou skupinu.

## Syntézy svyužitím regiospecifické tvorby enolátů a maskované funkčnosti
Regiospecifická tvorba je řízená tvorba enolátů zvláštní deprotonací na jednom z α uhlíků ketonové výchozí molekuly. Jedná se o jeden z nejlépe popsaných postupů k zavedení chemické komplexnosti u přírodních látek a při totálních syntézách. Jako příklad lze použít totální syntézu progesteronu popsanou na následujícím obrázku:
Když ketony reagují se zásadami, mohou vznikat enoláty, přičemž k deprotonaci může dojít na kterémkoli z α uhlíků. Selektivita je určována prostorovými i elektronovými efekty na α uhlíku i tím, jaká zásada je použita.
Prekurzorem v regiospecifické tvorbě enolátů mohou být také enony. Tento proces poprvé popsal Gilbert Stork, který je nejvíce znám díky svému podílu na studii metod selektivní přípravy enolátů.
Storkova metoda rovněž využívá enony jako „maskovanou funkcionalitu“ enolátu. Reakcí enonu s lithiem vzniká enolát na α uhlíku enonu. Enolát může být následně zachycen nebo alkylován. S využitím „maskované funkcionality“ je možné vytvořit enoláty, které se nedají získat tradičními postupy.
Regiospecifická tvorba enolátů pomocí maskované funkcionality se často používá při syntéze přírodních látek, například steroidního hormonu progesteronu., Stork a jeho spolupracovníci ji použili ke stereospecifickému vytvoření jednoho z kvaternárních uhlíků v molekule.